# Андрій (Кущак)
Митрополит Андрій (в миру: Андрій Олегович Кущак; нар. 12 грудня 1901, село Лежахів, Ярославський повіт, Австро-Угорщина — пом. 17 листопада 1986, Нью-Йорк, США) — український православний діяч, єпископ Константинопольської православної церкви, митрополит Евкарпійський, очільник Української православної церкви в Америці

## Життєпис
Митрополит Андрій народився 12 грудня 1901 року в селі Лежахів, Західна Галичина, Австро-Угорщина (нині Підкарпатське воєводство Польща), в сім'ї Олега і Єви Кущак. Середню освіту здобув у Сеняві, Ярославі та Перемишлі.
У 1918—1920 роки воював в рядах Української галицької армії.
Закінчив Перемишльску гімназію у 1924 році. Вищу освіту здобув університетах Львова і Кракова, де вивчав право.
У 1928 році емігрував у Канаду, трудився на різних працював. Потім переїхав до США і приєднався до УПЦ в Америці (Вселенського патріархату).
У 1932 року архієпископом Американським Афінагором (Спіру) висвячений у сан священника. Після висвячення опікувався українськими парафіями в Ошаві та Кіркленд-Лейк (Онтаріо, Канада), Джонстауні, Нанті-Ґло і Юніон-Дейлі (Пенсільванія), а також Гіксвіллі штат Нью-Йорк. Нагороджувався церковними нагородами.
Обирався головою Духовної консисторії та кандидатом на місце єпископа УАПЦ в екзилі.
29 листопада 1966 року обраний титулярним єпископом Евкарпійським, керуючим Української православної церкви в Америці.
28 січня 1967 року грецькому Троїцькому соборі в Нью-Йорку хіротонізований на єпископа Евкарпійського. Хіротонію здійснили архієреї Американкою архієпископії Константінольтского патрірхата: архієпископ Яків (Кукузіс), митрополит Ієрапольський Герман (Полізоідіс) і єпископ Амфіпольского Сила (Коскінас).
Протягом багатьох років був скарбником Постійної конференції православних єпископів в Америці.
У 1972 році взяв участь в похоронах Патріарха Константинопольського Афінагора в Стамбулі.
На 1980 року в юрисдикції УАПЦ в Америці знаходилося 26 парафій з 35 священниками і 4 дияконами в США і 8 парафій з 6 священниками в Канаді, яку годує ок. 13 тисяч віруючих.
У 1983 році Вселенським патріархом возведений у сан митрополита.
Кілька разів звертався до американським офіційним особам з питання справі прав людини за «залізною завісою».
Помер 17 листопада 1986 року в Нью-Йорку. Похований в США.